# Ophioglossum dietrichiae
Ophioglossum dietrichiae là một loài dương xỉ trong họ Ophioglossaceae. Loài này được Prantl mô tả khoa học đầu tiên năm 1883.
Danh pháp khoa học của loài này chưa được làm sáng tỏ. 